# Російський закон про фейки
Російський закон про фейки (офіційно: Федеральний закон від 4 березня 2022 року № 32-ФЗ «Про внесення змін до Кримінального кодексу Російської Федерації та статті 31 та 151 Кримінально-процесуального кодексу Російської Федерації») — федеральний закон, який встановлює кримінальну відповідальність за поширення свідомо неправдивої інформації про використання ЗС РФ, і навіть за публічні дії, вчинені задля дискредитації застосування ЗС РФ. Закон було ухвалено через кілька днів після вторгнення Росії в Україну, а також на тлі антивоєнних протестів у Росії. Ухвалення закону стало причиною припинення діяльності багатьох ЗМІ та сервісів на території Росії.

## Положення закону
Законопроєктом вносилися поправки до Кримінального кодексу РФ, який був доповнений статтею № 207.3 «Публічне поширення явно неправдивої інформації про використання Збройних Сил Російської Федерації». У доповненій статті вносилася кримінальна відповідальність за поширення явно неправдивої інформації про дії Збройних Сил РФ, максимальне покарання за статтею — 15 років позбавлення волі. Також було доповнено главу № 29, куди додалася стаття 284.2, у якій встановлювалася відповідальність за заклики громадянином Росії до запровадження санкцій проти Росії, громадян Росії чи російських юридичних осіб. 6 місяців до цього такий самий законопроєкт було прийнято у Білорусі і на тлі політичної кризи країни.